# Anarquismo em Cuba
O anarquismo em Cuba como movimento social manteve uma grande influência entre a classe trabalhadora cubana durante o século XIX e início do século XX. O movimento ganhou força especialmente depois da abolição da escravatura em 1886, até que foi reprimido primeiramente em 1925 pelo presidente Gerardo Machado e finalmente pelo governo marxista de Fidel Castro depois da revolução cubana, no fim dos anos 1950. O  anarquismo cubano se inclinou principalmente para o anarco-coletivismo de Mikhail Bakunin, e, posteriormente, para o anarcossindicalismo. O movimento dos trabalhadores na América Latina, e por extensão também em Cuba, foi mais influenciado pelo anarquismo do que pelo marxismo em seu início.

## História

### Período colonial
Em meados do século XIX, a sociedade cubana era altamente estratificada, dividida em uma elite de crioulos espanhóis proprietários de plantações de tabaco, açúcar e café, uma classe média de trabalhadores das plantações, negros e espanhóis, e uma classe baixa de escravos negros. Os escalões mais altos da sociedade estavam também profundamente divididos entre os crioulos e os espanhóis peninsulares, sendo os espanhóis altamente beneficiados pelo regime colonial. Cuba era uma colônia espanhola, apesar da existência de movimentos pela independência, ou ainda de movimentos pela integração aos Estados Unidos ou de integração não-colonial à Espanha. As raízes do anarquismo remontam à 1857, quando foi fundada uma sociedade mutualista proudhoniana. Após tomar conhecimento da ideias de Pierre-Joseph Proudhon através de José de Jesús Márquez, Saturnino Martínez (um asturiano emigrado em Cuba) fundou o jornal La Aurora, em 1865. Dirigido aos trabalhadores tabaqueiros, continha as primeiras incitações à formação de sociedades cooperativas em Cuba. Durante a Guerra dos Dez Anos, entre os insurgentes contra a Espanha incluíam-se expatriados procedentes da Comuna de Paris, e outros influenciados por Proudhon, incluindo Salvador Cisneros Betancourt e Vicente García.

#### Início do movimento
Na década de 1880 se manifesta a primeira influência de matriz anarquista, quando José C. Campos estabelece contatos entre Cuba e anarquistas espanhóis ativos em Barcelona, passando a importar panfletos e jornais anarquistas. Ao mesmo tempo, muitos anarquistas espanhóis migram para Cuba, tornando-se comum ler literatura anarquista em voz alta nas fábricas tabaqueiras, ajudando amplamente a disseminação das ideias anarquistas neste meio. Durante a década de 1880 e até meados  da década de 1890, os anarquistas cubanos se caracterizavam por uma concepção anarco-colectivista de organização e ação, similar ao da Federação de Trabalhadores da Região Espanhola, seguindo uma linha de "a cada qual segundo sua contribuição", em oposição ao "a cada um segundo sua necessidade" dos anarcocomunistas.

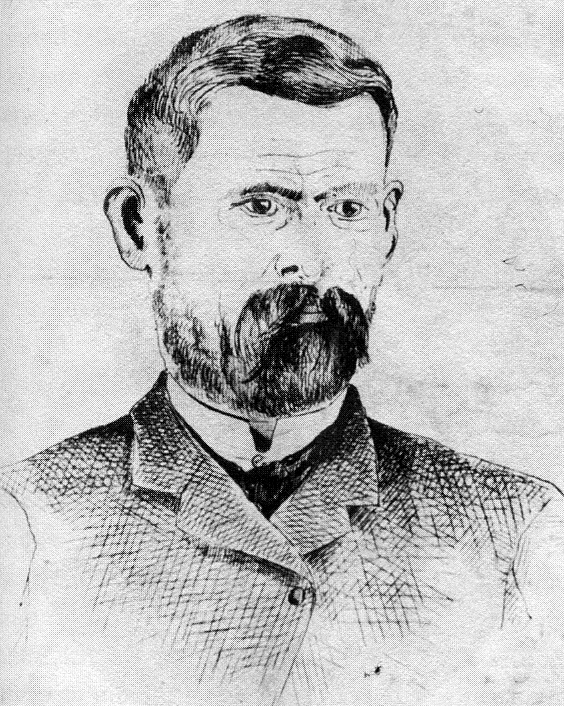
Enrique Roig San Martín

Enrique Roig San Martín fundou o Centro de Instrução y Recreo de Santiago de las Vegas em 1882, para promover a organização dos trabalhadores e distribuir literatura de anarco-coletivistas espanhóis. O Centro tinha uma política estrita,  aceitando todos os cubanos, independente da posição social, tendência política, ou diferenças de cor. No mesmo ano, a Junta Central de Artesanos foi fundada, seguindo a declaração de Roig San Martín de que "nenhum grêmio nem organização da classe trabalhadora deveria estar atada aos pés do capital". Roig San Martín escreveu para El Boletín del Gremio de Obreros, e para o primeiro jornal explicitamente anarquista em Cuba, El Obrero, fundado em 1883 por democratas republicanos. El Obrero entretanto rapidamente se converteu em porta-voz dos anarquistas quando Roig San Martín tomou o posto de editor. Fundou  então El Productor, em 1887. Além de San Martín, El Productor tinha escritores nas cidades cubanas de Santiago de las Vegas e Guanabacoa, e nas cidades de Tampa e Cayo Hueso na Florida. O jornal publicou também artigos do jornal francês Le Revolté e do periódico espanhol La Acracia.
Fundada em 1885, a organização Círculo de Trabajadores se concentrou  em atividades educacionais e culturais, hospedando uma escola laica para 500 estudantes pobres e cursos para grupos de trabalhadores. No ano seguinte, líderes do Círculo (com Enrique Creci a sua frente) formaram um comitê de ajuda para obter fundos para os problemas legais de oito anarquistas de Chicago que haviam sido acusados de atentado durante a revolta de Haymarket. Em um mês e meio, o comitê havia conseguido aproximadamente 1.500 dólares estadunidenses para a causa. Além disso, dias antes da execução destes anarquistas, o Círculo organizou uma demonstração de 2.000 pessoas em Havana para protestar contra a decisão do estado de levar a cabo as execuções. O Círculo e El Productor foram ambos multados, o jornal por um editorial escrito por Roig San Martín sobre as execuções, e o Círculo por mostrar uma ilustração sobre a execução. O governo colonial também proibiu as demonstrações que aconteceriam a cada ano no aniversário da execução.

#### Fortalecimento da organização e a ação
A primeira organização explicitamente anarquista, a Alianza Obrera, foi fundada em 1887. Esta organização participou, juntamente à Federação de Trabalhadores de Havana e El Productor, do primeiro Congresso Obrero de Cuba, no 1º de Outubro de 1887. Participaram do congresso principalmente trabalhadores tabaqueiros, apesar de não exclusivamente. Foi publicado um "dictum" salientando seis pontos: oposição a todos os vestígios de autoridade; unidade entre as organizações de trabalhadores através de um pacto federativo; completa liberdade de ação entre todos os grupos; cooperação mútua; solidariedade entre todos os grupos; proibição dentro da federação de todas as doutrinas políticas ou religiosas. Saturnino Martínez desaprovou o resultado do congresso, sustentando ideias de organização mais reformistas. Isso conduziu a uma rivalidade entre ele e Roig San Martín e à divisão dos sindicatos em dois grupos.
Logo após o congresso, os trabalhadores tabaqueiros iniciam uma série de greves em três fábricas, uma das quais durou até o final de novembro. Mais tarde, no verão de 1888, as greves dos trabalhadores tabaqueiros conduzem a um lockout em mais de 100 fábricas. O Círculo de Trabajadores organiza uma coleta para apoiar os trabalhadores em desemprego forçado, chegando até mesmo a enviar representantes a Cayo Hueso, na Florida, para solicitar doações de trabalhadores tabaqueiros estadunidenses. Em outubro termina o lockout, chegando-se a um acordo para reunir-se com os trabalhadores para negociações. O resultado desta reunião foi tão favorável para a Alianza Obrera que o sindicato teve um aumento do número de membros de 3.000 a 5.000 nos seis meses seguintes, convertendo-se assim no sindicato mais forte de Cuba. No ano seguinte, Roig San Martín morre aos 46 anos de idade, poucos dias após ser liberado da prisão pelo governo colonial espanhol; consta que aproximadamente 10.000 pessoas assistiram ao seu funeral. Poucos meses depois, em resposta a uma nova greve e a um novo lockout na indústria tabaqueira, o chefe colonial Manuel Salamanca y Negrete fechou o sindicato dos operários, a Alianza Obrera e o Círculo de Trabajadores, permitindo porém às quatro escolas mantidas pelo Círculo de manter-se abertas. No ano seguinte, o Círculo em sua totalidade obteve permissão da nova administração para reabrir.

#### A resposta do governo e a guerra da independência

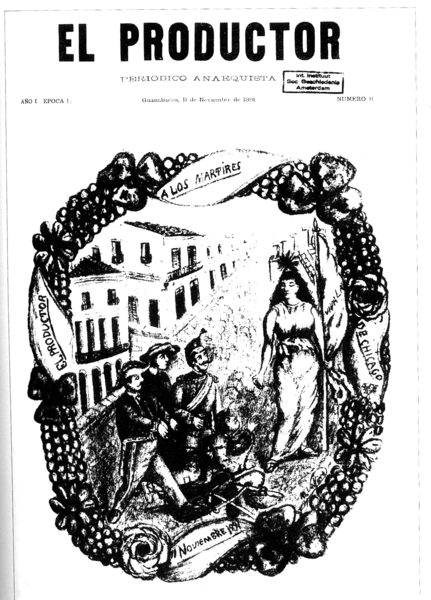
Capa do periódico anarquista El Productor informando sobre os incidentes de Haymarket

A primeira celebração do 1º de maio em Cuba realizou-se em 1890, e consistiu numa marcha seguida de uma assembleia conduzida por 18 anarquistas. Nos dias seguintes, as greves de trabalhadores em muitas indústrias levaram o governo colonial a fechar novamente o Círculo de Trabajadores, revogando entretanto a decisão diante uma  manifestação de 2.300 trabalhadores. Neste mesmo ano, onze anarquistas foram julgados pelo assassinato de Menéndez Areces, diretor do sindicato moderado Unión Obrera. Apesar de onze deles terem sido considerados inocentes, o capitão general Camilo García Polavieja usou a situação como pretexto para fechar El Productor e reprimir os anarquistas em geral. Em 1892, foi realizado outro congresso de trabalhadores no qual se reiterava os princípios anarcossindicalistas e se expressava solidariedade para com as mulheres da classe trabalhadora (uma ideia nova dentro de uma classe trabalhadora formada fundamentalmente por homens, que percebiam uma certa competição com as mulheres pelos postos de trabalho), declarando: "É importantíssimo não se esquecer das mulheres, que começam a encher as oficinas de muitas indústrias. Elas se vêem impelidas pela necessidade e pela ganância burguesa a competir conosco. Não podemos opor-nos, e sim ajudá-las". Todavia, o resultado foi a repressão por parte do governo, mediante deportações, prisões, suspensão do direito de livre associação, fechamento das oficinas centrais das organizações, com o fim de sufocar os esforços organizativos.
Durante a Guerra de Independência Cubana, os anarquistas se uniram a outros membros do movimento sindical para distribuir propaganda aos soldados espanhóis, exortando-os a não opor-se aos separatistas, e a unir-se à causa anarquista. Alguns anos antes, os anarquistas haviam adotado as ideias propugnadas pelos anarquistas espanhóis de organização não somente em sindicatos, mas também formando grupos anarquistas para educar a população, assim como para cometer violentos atos contra o estado, conhecidos como "propaganda pelo ato", que conduziriam à Guerra de Independência. Os anarquistas colocaram bombas que destruíram pontes e dutos de gás, e contribuíram à falida tentativa separatista de assassinar o capitão general Valeriano Weyler em 1896. Isto conduziu a uma maior repressão do governo, fechando a Sociedad General de Trabajadores (que cresceu fora do Círculo), realizando deportações massivas de ativistas, e proibindo até mesmo a leitura nos postos de trabalho.

### Meados do século XX

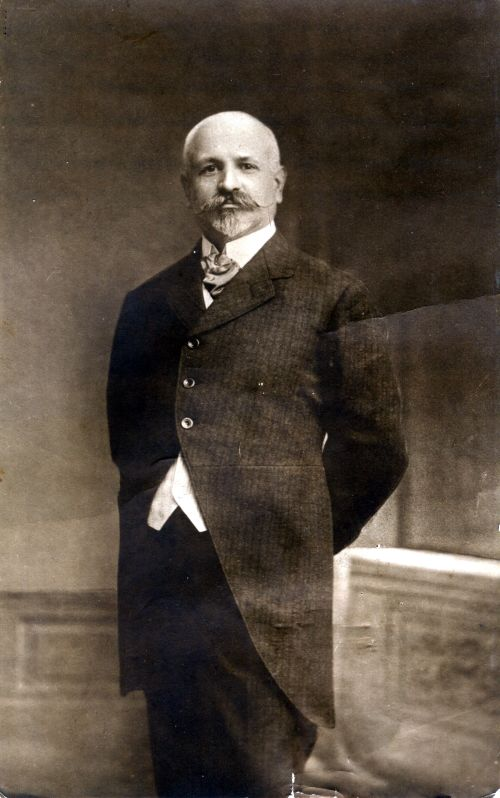
Francisco Ferrer, anarquista catalão cuja teoria educacional inspirou o estabelecimento de escolas pelos anarquistas cubanos.

Depois da Guerra Hispano-Estadunidense, que concedeu a Cuba sua independência da Espanha, muitos anarquistas estavam insatisfeitos com as condições perpetuadas pelo novo governo, como a repressão dos movimentos sindicais, as ocupações estadunidenses, e a insatisfação com o sistema escolar. Em 1899, os trabalhadores anarquistas já haviam-se reorganizado, criando a Alianza de Trabajadores. Em setembro deste ano, cinco organizadores dos grupos tinham sido presos, após uma greve dos pedreiros que envolveu todo o âmbito da construção civil. Nesta época, o ativista anarquista Errico Malatesta visitou Cuba, dando discursos e concedendo entrevistas a vários jornais. Pouco tempo depois seria cancelada pelo governador civil Emilio Nuñez sua programação de conferências. Em torno a 1902-03, os anarquistas e outros sindicalistas tentaram iniciativas para reorganizar a indústria do açúcar, então a maior indústria de Cuba. Os proprietários porém responderam rapidamente, dois trabalhadores foram assassinados, e os crimes nunca esclarecidos.
Os ativistas anarquistas também se concentraram na preparação da sociedade para a revolução social através da educação. Os anarquistas dirigiram escolas infantis como oposição às escolas católicas e às escolas públicas, convictos de que as escolas religiosas eram o oposto de suas ideias de liberdade e que as escolas públicas eram frequentemente usadas para inculcar ideias de "nacionalismo patriótico" e desencorajar o livre pensamento nas crianças. Em vários números de ¡Tierra! (um jornal anarquista semanal publicado desde 1899 até 1915, vendendo mais de 600 números), os escritores denunciaram a exigência das escolas públicas de jurar lealdade à bandeira cubana, e incitavam que se ensinasse às crianças que a bandeira era um símbolo de "mentalidade estreita e divisiva".  Os anarquistas alegavam que os estudantes formados com aquela educação se converteriam em "carne de canhão" num conflito entre os líderes dos partidos liberal e conservador em 1906, que provocou a intervenção e ocupação de Cuba por os Estados Unidos até  1909. Apesar dos anarquistas terem dirigido escolas desde a época do Círculo de Trabajadores, não foi senão depois 1906 que as escolas começaram a tomar um rumo menos tradicional.

#### Repressão e atividade sindical
Em 1911, depois de uma greve sem êxito dos trabalhadores tabaqueiros, padeiros e carreteiros, apoiados por ¡Tierra!, o novo secretário do governo, Gerardo Machado, deportou muitos anarquistas espanhóis e prendeu vários anarquistas cubanos. As políticas repressivas adotadas nesse período durariam cerca de 20 anos. As várias greves gerais após a tomada de poder por Mario García Menocal em 1917 foram duramente reprimidas pelo governo. Vários ativistas anarquistas foram assassinados pelo estado, incluindo Robustiano Fernández e Luis Díaz Blanco. Os anarquistas, entretanto, responderam do mesmo modo, violentamente. À época, um grupo de 77 pessoas denominadas pelo como "máfia anarcossindicalista" foi deportado para a Espanha. Do mesmo modo, as publicações anarquistas foram proibidas (¡Tierra! foi fechada em 1915), e o Centro Obrero anarquista foi obrigado a fechar as portas. Depois do Congresso anarquista de 1920 em Havana, houve vários ataques à bomba, incluindo um no Teatro Nacional, durante uma apresentação de Enrico Caruso (que ganhava com cada atuação individual entre 15 e 20 vezes o salário anual de um trabalhador médio cubano). No ano seguinte, Menocal perdeu o controle do governo, que passou a Alfredo Zayas y Alfonso, conduzindo a uma proliferação das atividades anarquistas. O grupo de ¡Tierra! começou a publicar livros e panfletos, e ao mesmo tempo eram publicados ao menos outros seis periódicos anarquistas.
Neste período os anarcossindicalistas lideravam o movimento operário em Cuba. Entretanto, apesar de que as indústrias marítima, ferroviária, alimentícia e tabaqueira fossem controladas por anarquistas, não foi senão em 1925 quando uma grande federação anarquista foi organizada com êxito pelos trabalhadores, no mesmo modelo da Confederación Nacional del Trabajo da Espanha. Os membros não anarquistas da Confederación Nacional Obrera Cubana, CNOC, por sua vez formaram o Partido Socialista Popular em agosto de 1925 (muitos anarquistas, incluindo Alfredo López e Carlos Baliño, estavam profundamente entusiasmados com os desenvolvimentos da Revolução Russa, convertendo-se em partidários de formas mais autoritárias de organização). Houve muitas greves durante o outono de 1925, e o governo, de novo sob Machado, foi rápido na repressão do movimento operário. Vários líderes sindicais foram fuzilados e centenas de anarquistas espanhóis foram deportados. Machado afirmou: "Tens razão; eu não sei o que é o anarquismo, o que é o socialismo, o que é o comunismo. Para mim todos são a mesma coisa: maus patriotas". Alfredo López, então secretário geral da CNOC, foi preso primeiramente em outubro de 1925, e instigado a unir-se ao governo, sendo novamente preso em julho de 1926, "desaparecendo" logo depois. Após a queda do governo de Machado seu corpo foi encontrado, em 1933.

#### Reorganização após a partida dos espanhóis

Bandeira do Movimento 26 de Julho de Fidel Castro, uma organização contrária a Fulgêncio Batista que contou com a participação de muitos anarquistas cubanos na década de 1950.

Sem López, o controle sobre a CNOC passar a ser disputado pelos anarquistas e comunistas. Em 1930-31, o CNOC foi ocupado pelos comunistas, e os anarquistas foram entregues à polícia, sempre sob o controle de Machado. Muitos dos anarquistas espanhóis envolvidos decidiram voltar à Espanha. Com a aprovação pelo novo governo de uma lei segundo a qual ao menos a metade dos empregados de um patrão deveria ter nascido em Cuba uma grande parte destes anarquistas espanhóis ativos em Cuba foram forçados pela necessidade econômica a regressar à Espanha, o que abateu profundamente o movimento anarquista em Cuba.
Todavia, logo foi fundada a Juventud Libertaria por uma geração mais jovem de anarquistas. Em 1936, com o início da Guerra Civil espanhola, os anarquistas cubanos fundaram a Solidaridad Internacional Antifascista (SIA) para ajudar no envio de dinheiro e armas à CNT e à Federação Anarquista Ibérica. Muitos anarquistas nascidos em Cuba foram à Espanha para unir-se à luta, junto a muitos anarquistas nascidos na Espanha exilados de Cuba.
Com os direitos garantidos pela constituição de 1940, os anarquistas puderam organizar-se de novo com um menor risco de morte ou deportação. La SIA e a Federación de Grupos Anarquistas de Cuba se dissolveram, formando em seguida a Asociación Libertaria de Cuba. A ALC organizou o Primer Congreso Nacional Libertario em 1944, elegendo um secretário geral e um secretário organizativo. Foi seguido por um segundo congresso em 1948, no qual o anarquista alemão Augustin Souchy pronunciou o discurso inaugural. Criou-se também um órgão de propaganda oficial para a ALC, Solidaridad Gastronómica, que foi publicado mensalmente até seu fechamento pelo governo de Castro em dezembro de 1960. Um terceiro congresso, em 1950, reiterou o caráter apolítico e a independência do movimento trabalhista da interferência de políticos e burocratas. Em meados da década de 1950 Fulgêncio Batista retornou ao poder após um bem sucedido golpe de estado. Vários anarquistas participaram dos grupos guerrilheiros contra o governo (inclusive no grupo de Fidel Castro, Movimento 26 de Julho), culminando com a fuga de Batista em 1º de janeiro de 1959.

### Período pós-revolucionário

#### 1960-1961
Durante os primeiros dias após a tomada de poder Castro expulsou os mais notórios anarcossindicalistas da Confederación de Trabajadores de Cuba. Devido a isto, e por uma suspeita geral em relação ao governo, o conselho nacional da ALC publicou um manifesto denunciando o governo de Castro e suas ações. O jornal Solidaridad Gastronómica também denunciou sua insatisfação com o governo, dizendo que era impossível que o governo fosse "revolucionário". Em janeiro de 1960, a ALC decidiu em assembleia pedir apoio ao movimento revolucionário cubano, declarando ao mesmo tempo sua oposição aos totalitarismos e às ditaduras. No fim do ano, o jornal do grupo (Solidaridad Gastronómica) seria fechado pelo governo. O número final rememorava a morte do anarquista espanhol Buenaventura Durruti, e continha um editorial declarando que as "ditaduras do proletariado" eram impossíveis, sustentando que nenhuma ditadura podia pertencer ao proletariado, mas tão somente dominá-lo.
Durante o verão desse mesmo ano, o anarquista alemão Augustin Souchy foi convidado pelo governo de Castro para  visitar o setor agrário. Souchy não se impressionou com o que viu, e declarou em seu panfleto Testimonios sobre la Revolución Cubana que o sistema ali aplicado era muito similar ao modelo soviético. Três dias depois da partida de Souchy de Cuba, a tiragem completa do panfleto foi apreendida e destruída pelo governo. Ainda assim, uma editora anarquista argentina republicou o panfleto no dezembro seguinte. Por volta da mesma época, a ALC, alarmada pelo movimento do governo de Castro rumo a um governo do tipo marxista-leninista, publicou uma declaração (com o nome Grupo de Sindicalistas Libertários para prevenir reações contra os membros da ALC) afirmando sua oposição ao centralismo, às tendências autoritárias e ao militarismo do novo governo. Depois da denúncia do documento por parte do secretário geral do Partido Comunista Cubano (PCC), os anarquistas em nenhum modo conseguiram um impressor que publicasse uma reação à denúncia. El Libertario publicou sua última edição nesse verão.
Dada a situação, muitos anarquistas preferiram passar à clandestinidade, recorrendo à "ação direta clandestina", como único meio de luta. Segundo o anarquista cubano Casto Moscú, "uma infinidade de manifestos foi escrito denunciando os falsos postulados da revolução de Castro e chamando a população a opor-se a ela… foram feitos planos para sabotar as estruturas básicas que sustentavam o estado". Depois da publicação de um manifesto de Manuel Gaona Sousa, um dos fundadores da ALC e antigo anarquista, apoiando o governo e declarando "traidora" toda oposição, Moscú e outro anarquista, Manuel González, foram presos em Havana. Quando foram liberados, ambos foram imediatamente à embaixada mexicana, onde foram aceitos. Finalmente, viajaram do México a Miami, Florida, onde se reuniram com muitos de seus companheiros cubanos.

#### Exílio
A partir de meados de 1960, e principalmente no verão de 1961, um grande número de anarquistas cubanos emigraram aos Estados Unidos. Nesse verão, em Nova Iorque, o Movimento Libertário Cubano no Exílio foi formado por alguns desses exilados, entrando em contato com anarquistas espanhóis exilados depois da Guerra Civil espanhola, que igualmente viviam em Nova Iorque. Entraram também em contato com Sam Dolgoff e a Libertarian League, com sede em Nova Iorque. Rapidamente foram recebidas doações de todo o mundo para os anarquistas cubanos exilados. Entretanto, após a publicação do manifesto de Gaona as doações foram interrompidas, já que muitos anarquistas em outros países foram convencidos pelos argumentos do manifesto. Como resposta ao amplo efeito deste manifesto, o MLCE publicou o Boletín de Información Libertaria com o apoio da Libertarian League e do jornal da Federación Libertaria Argentina. Entre muitos outros, a FLA publicou um ensaio de Abelardo Iglesia intitulado Revolución y Contrarevolución. O texto demonstrava as diferenças observadas pelos anarquistas cubanos entre as revoluções marxista e anarquista: "Expropriar às empresas capitalistas, integrando-as aos trabalhadores e técnicos, ISTO É A REVOLUÇÃO. Convertê-las em monopólios estatais nos quais o único direito do produtor é obedecer, ISTO É A CONTRA-REVOLUÇÃO ".
Enquanto os cubanos exilados nos Estados Unidos tentavam conseguir fundos para apoiar os anarquistas presos em Cuba, o MLCE foi denunciado por anarquistas estadunidenses e de outros países como marionetes da CIA, e "meros anti-comunistas". O jornal anarco-pacifista Liberation publicou artigos a favor de Castro, o que levou a protestos do MLCE e da Libertarian League diante de sua sede. Todavia, em 1965, o MLCE enviou Iglesias à Itália para apresentar o caso contra Castro à Federazione Anarchica Italiana (FAI). A  FAI se convenceu, publicando condenações em jornais anarquistas italianos tais como Umanità Nova, e coletando assinaturas de grupos como a Federación Libertaria Argentina, a Federación Libertaria Mexicana, a Anarchist Federation of London, a Sveriges Arbetares Central-Organisation, a Fédération Anarchiste Francophone, e o Movimiento Libertario Español.
Apesar das denúncias de organizações e jornais anarquistas de todo o mundo, a opinião começou a mudar em 1976, quando Sam Dolgoff publicou seu livro The Cuban Revolution: A Critical Perspective. Depois, em 1979, o MLCE deu início à publicação de uma nova revista intitulada Guángara Libertaria, republicando o artigo de Alfredo Gómez The Cuban Anarchists, or the Bad Conscience of Anarchism. Em 1980, o MLCE e Guángara Libertaria apoiaram a evacuação massiva de cubanos de Cuba depois que muitos dissidentes cubanos ocuparam a embaixada peruana em Havana. Muitos daqueles que haviam abandonado Cuba nesta época se uniram ao coletivo editorial Guángara. Em 1985, o coletivo tinha membros por todo o mundo, incluindo México, Havaí, Espanha e Venezuela. A revista chegou a uma tiragem de 5.000 exemplares em 1987, transformando-se no jornal anarquista de maior circulação nos Estados Unidos. Em 1992, o coletivo a publicação de GL chegou ao fim, ainda que muitos de seus membros continuem publicando escritos.